# Peltostega erici
La peltostega (Peltostega erici) è un anfibio estinto, appartenente ai temnospondili. Visse nel Triassico inferiore (circa 250 - 248 milioni di anni fa) e i suoi resti fossili sono stati ritrovati nelle isole Svalbard.

## Descrizione
Questo animale possedeva un cranio piatto e di forma pressoché triangolare, dotato di un'incisura otica (una sorta di tacca posta sul retro del cranio) non molto profonda. Le orbite erano poste a circa metà del cranio e non erano particolarmente grandi. Le superfici delle ossa craniche di Peltostega erano lisce, al contrario di quelle fittamente ornamentate tipiche di alcuni animali simili come Derwentia. Peltostega, inoltre, non possedeva canali della linea laterale particolarmente sviluppati.

## Classificazione
Descritto per la prima volta nel 1916 da Carl Wiman, Peltostega erici è noto per alcuni fossili ritrovati nell'isola di Spitzbergen, nell'arcipelago delle Svalbard (Norvegia). Al genere Peltostega è stata attribuita anche la specie P. wimani, ma successivi studi hanno determinato che questa specie è identica alla specie tipo.
Peltostega era un membro dei ritidosteidi, un gruppo di anfibi temnospondili tipici del Triassico dai crani ampi e triangolari, solitamente diffusi nei continenti meridionali. Sembra che Peltostega possa aver fatto parte di una radiazione arcaica di ritidosteidi nei continenti settentrionali, insieme a Boreopelta della Russia; in alternativa, è stato proposto che queste fossero forme piuttosto basali all'interno della famiglia, ancestrali al gruppo di ritidosteidi dei continenti meridionali (Dias Da Silva e Marsicano, 2011).